# Pran Buri
Pran Buri (em tailandês:  ปราณบุรี) é um distrito (amphoe) na região norte da província de Prachuap Khiri Khan, região central da Tailândia.

## História
Mueang Pran foi uma cidade localizada na região sul do Reino de Ayutthaya. No reinado do rei Mongkut (Rama IV), o governador de Mueang Pran tinha plena autoridade administrativa. Em 1906 o rei Chulalongkorn (Rama V) fundiu Mueang Pran, Mueang Kamnoed Nopphakhun e Mueang Prachuap para formar um novo Mueang Pran Buri e colocou a sede administrativa em Tambon Ko Lak, atualmente no distrito de Mueang Prachuap Khiri Khan. Em 1915, para evitar confusão entre os nomes das cidades, o rei Vajiravudh (Rama VI) mudou o nome da província de Pran Buri para Prachuap Khiri Khan, uma vez que o seu centro geográfico ficava no mesmo lugar da antiga Mueang Prachuap. Ele também manteve o nome da cidade e do rio Pran Buri.

## Geografia
Os distritos vizinhos são: Hua Hin ao norte e Sam Roi Yot ao sul. A oeste fica a divisão Tanintharyi de Myanmar, e a leste, o Golfo da Tailândia.
O recurso principal de água do distrito é o rio Pran Buri. A vegetação de mangue na foz do rio, no golfo da Tailândia, é protegida pelo Parque Florestal Pranburi. As praias do distrito são um lugar turístico muito frequentado, um pouco menos lotadas do que aquelas do vizinho Hua Hin.

## Administração
O distrito está dividido em seis subdistritos (tambon), que estão subdivididos em 44 aldeias (muban). Há duas vilas (thesaban tambon) - Pran Buri abrange partes dos tambon de Pran Buri, Khao Noi e Nong Ta Taem, e Pak Nam Pran abrange do  partes do tambon de mesmo nome.
| No. | Nome         | Em tailandês | Aldeias | Hab.   |
| --- | ------------ | ------------ | ------- | ------ |
| 1.  | Pran Buri    | ปราณบุรี       | 7       | 6.589  |
| 2.  | Khao Noi     | เขาน้อย       | 8       | 29.798 |
| 4.  | Pak Nam Pran | ปากน้ำปราณ    | 5       | 13.371 |
| 7.  | Nong Ta Taem | หนองตาแต้ม    | 11      | 11.661 |
| 8.  | Wang Phong   | วังก์พง        | 7       | 10.011 |
| 9.  | Khao Chao    | เขาจ้าว       | 6       | 2,204  |

Os números que estão faltando são dos tambon que atualmente pertencem ao distrito de Sam Roi Yot.